# Anna Godenius
Anna Elisabet Godenius (født 24. juli 1944 i Köping) er en svensk skuespillerinde. Hun studerede teaterhistorie på universitetet og dimitterede fra Teaterhögskolan i Malmö i 1972. Samme år blev hun ansat på Riksteatern og har også haft tilknytning til Uppsala stadsteater, Stockholms stadsteater, Helsingborgs stadsteater og Lisebergsteatern i Göteborg.
Godenius har udover teateret medvirket i adskillige tv-produktioner og spillefilm, herunder Hans Alfredsons Ægget er skørt! (1975) og Jörn Donners anmelderroste Mænd kan ikke voldtages (1978).

## Udvalgt filmografi
- Ægget er skørt! (1975)
- En fyr og hans pige (1975)
- Mænd kan ikke voldtages (1978)
- Limpan (1983)
- Distrikt 5 (tv-serie, 1983)
- Rederiet (tv-serie, 1992)
- Sort Lucia (1992)
- Stockholm Marathon (1994)
- Beck (tv-serie, 1998)
- Insider (tv-serie, 1999)
- Skeppsholmen (tv-serie, 2002)
- Höök (tv-serie, 2007)
- Kongemordet (tv-serie, 2008)
- En rationel løsning (2009)